# Tallóci család
A Tallóci család a Hunyadi-kor meghatározó családja, a Hunyadi-Cillei pártharcban a Hunyadiak oldalára álltak, jelentős szerepük volt a déli országrész védelmében. A Tallóci családot még Luxemburgi Zsigmond emelte a bárók közé, s bízta meg a déli határ védelmével.

## Jelentősebb Tallóciak
- Tallóci Frank, szörényi bán
- Tallóci János, auránai perjel, nándorfehérvári kapitány
- Tallóci Matkó, dalmát-horvát bán